# Eurofest 2014
Cheesecake (Português: Bolo de queijo) é a canção que vai ser levada a Copenhaga  pelo intérprete; Teo.

Participará na segunda semifinal

## Eurofest
| Ordem | Artista                             | Música                           | Música (m) / Lyrics (l)                                        | Televoto | Televoto | Júri | Total | Lugar |
| ----- | ----------------------------------- | -------------------------------- | -------------------------------------------------------------- | -------- | -------- | ---- | ----- | ----- |
| 1     | Natalia Tamelo                      | "Not What I've Been Looking For" | Leonid Shirin (m), Jana Startseva (l)                          | 668      | 0        | 3    | 3     | 10    |
| 2     | Nuteki                              | "Fly Away"                       | Mikhail Nokarashvili (m/l)                                     | 5 651    | 10       | 0    | 10    | 5     |
| 3     | Artsem Mikhalenka\|Artem Mikhalenko | "Rapsodiya #1"                   | Artem Mikhalenko (m/l)                                         | 1 844    | 0        | 0    | 0     | 13    |
| 4     | Matvei Cooper and "DUX" band        | "Strippers"                      | Matvei Bondarenko (m/l)                                        | 2 120    | 1        | 0    | 1     | 12    |
| 5     | Teo                                 | "Cheesecake"                     | Yuri Vaschuk (m), Dmitry Novik (l)                             | 5 088    | 8        | 12   | 20    | 1     |
| 6     | Daria                               | "Starlight"                      | James Earp (m/l)                                               | 2 421    | 2        | 6    | 8     | 8     |
| 7     | Elena Siniavskaya                   | "Via Lattea"                     | Evgeni Oleinik (m), Yulia Bykova (l)                           | 1 122    | 0        | 2    | 2     | 11    |
| 8     | Alina Moshchenko                    | "Angel Crying"                   | Alina Moshchenko (m/l)                                         | 1 841    | 0        | 0    | 0     | 13    |
| 9     | Janette                             | "You Will Be Here"               | Ylva Persson (m), Linda Persson (m), Niclas Haglund (l)        | 2 655    | 3        | 10   | 13    | 3     |
| 10    | Anastasia Malashkevich              | "Runaway"                        | Pavel Klyshevsky (m/l), M. Goldenkov (l), A. Vahomchik (l)     | 3 370    | 5        | 4    | 9     | 6     |
| 11    | Switter Boys feat. Kate&Volga Karol | "Vechnaya lyubov"                | Ruslan Gayday (m/l), Vladimir Gramma (m/l)                     | 4 384    | 6        | 7    | 13    | 3     |
| 12    | NAPOLI                              | "Stay With Me"                   | Pavel Yushin (m), Aleksey Zubarevich (l), Olga Shimanskaya (l) | 4 847    | 7        | 1    | 8     | 8     |
| 13    | Max Lorens and DiDyuLya             | "Now You're Gone"                | Valery Didyulya (m), Joe Lynn Turner (l)                       | 8 746    | 12       | 8    | 20    | 2     |
| 14    | Tasha Odi                           | "Empty Universe"                 | Alexei Shirin (m/l)                                            | 2 930    | 4        | 5    | 9     | 6     |

| Júri Votos | Júri Votos                       | Júri Votos  | Júri Votos  | Júri Votos   | Júri Votos        | Júri Votos | Júri Votos     | Júri Votos  | Júri Votos  | Júri Votos | Júri Votos |
| Ordem      | Música                           | M. Revutsky | A. Mezhenny | E. Martynyuk | E. Treshchinskaya | M. Malchik | A. Tikhanovich | A. Lanskaya | V. Rainchik | Total      | Pontos     |
| ---------- | -------------------------------- | ----------- | ----------- | ------------ | ----------------- | ---------- | -------------- | ----------- | ----------- | ---------- | ---------- |
| 1          | "Not What I've Been Looking For" | 2           | 5           | 0            | 0                 | 5          | 6              | 5           | 6           | 29         | 3          |
| 2          | "Fly Away"                       | 4           | 0           | 0            | 0                 | 0          | 0              | 1           | 0           | 5          | 0          |
| 3          | "Rapsodiya #1"                   | 0           | 0           | 0            | 0                 | 0          | 0              | 0           | 0           | 0          | 0          |
| 4          | "Strippers"                      | 0           | 0           | 3            | 1                 | 2          | 0              | 0           | 1           | 7          | 0          |
| 5          | "Cheesecake"                     | 12          | 12          | 12           | 12                | 12         | 12             | 8           | 10          | 90         | 12         |
| 6          | "Starlight"                      | 6           | 1           | 4            | 6                 | 6          | 5              | 10          | 7           | 45         | 6          |
| 7          | "Via Lattea"                     | 3           | 0           | 7            | 4                 | 1          | 0              | 0           | 0           | 15         | 2          |
| 8          | "Angel Crying"                   | 0           | 2           | 1            | 2                 | 0          | 2              | 4           | 2           | 13         | 0          |
| 9          | "You Will Be Here"               | 8           | 8           | 10           | 10                | 10         | 10             | 12          | 12          | 80         | 10         |
| 10         | "Runaway"                        | 1           | 4           | 8            | 7                 | 4          | 1              | 0           | 5           | 30         | 4          |
| 11         | "Vechnaya lyubov"                | 10          | 10          | 6            | 8                 | 3          | 4              | 7           | 4           | 52         | 7          |
| 12         | "Stay With Me"                   | 5           | 3           | 0            | 0                 | 0          | 3              | 3           | 0           | 14         | 1          |
| 13         | "Now You're Gone"                | 7           | 7           | 5            | 5                 | 7          | 7              | 6           | 8           | 52         | 8          |
| 14         | "Empty Universe"                 | 0           | 6           | 2            | 3                 | 8          | 8              | 2           | 3           | 32         | 5          |